# Ropalidia flavopicta
Ropalidia flavopicta är en getingart som först beskrevs av Smith 1857.  Ropalidia flavopicta ingår i släktet Ropalidia och familjen getingar. Inga underarter finns listade i Catalogue of Life.